# Carex à feuilles poilues
Carex hirtifolia
Espèce
Classification phylogénétique
La Carex à feuilles poilues (Carex hirtifolia) est une espèce nord-américaine de plante de la famille des Cyperaceae.